# Eoconodon
L'eoconodonte (gen. Eoconodon) è un mammifero estinto, appartenente agli acreodi. Visse nel Paleocene inferiore (circa 65 - 63 milioni di anni fa) e i suoi resti fossili sono stati ritrovati in Nordamerica. 

## Descrizione
Questo animale, uno dei primi mammiferi dalla dieta spiccatamente carnivora dopo l'era dei dinosauri, doveva essere della taglia di un odierno gatto, ma era probabilmente uno dei più grandi mammiferi predatori della sua epoca. Eoconodon doveva possedere un corpo robusto e zampe piuttosto corte e robuste; l'omero era dotato di una cresta deltoide allungata, ma comunque meno sviluppata di quella presente in altri mammiferi paleocenici come Arctocyon. La dentatura superiore di Eoconodon era caratterizzata da molari con un ipocono rudimentale e conuli sviluppati. Queste caratteristiche sembrano preannunciare forme successive più specializzate e di grosse dimensioni, come Triisodon.

## Classificazione
Il genere Eoconodon venne istituito nel 1921 da William Diller Matthew e Walter Granger, per accogliere la specie Sarcothraustes coryphaeus che Edward Drinker Cope aveva descritto nel 1885 sulla base di resti fossili provenienti dal Paleocene inferiore del Nuovo Messico; la specie tipo è quindi Eoconodon coryphaeus. In seguito a questo genere sono state attribuite altre specie, come E. copanus (rinvenuto in Wyoming), E. hutchisoni ed E. nidhoggi (del Montana), E. ginibitohia (ancora del Nuovo Messico). Eoconodon doveva essere un genere piuttosto diffuso e diversificato, ed è ritenuto ancestrale a forme di mammiferi di attitudini carnivore come Triisodon e Goniacodon, del Paleocene medio e di dimensioni maggiori. Eoconodon è ritenuto una delle forme più basali tra i Triisodontidae, un gruppo di mammiferi carnivori affini ai mesonichidi e, come questi ultimi, classificati fra gli acreodi.

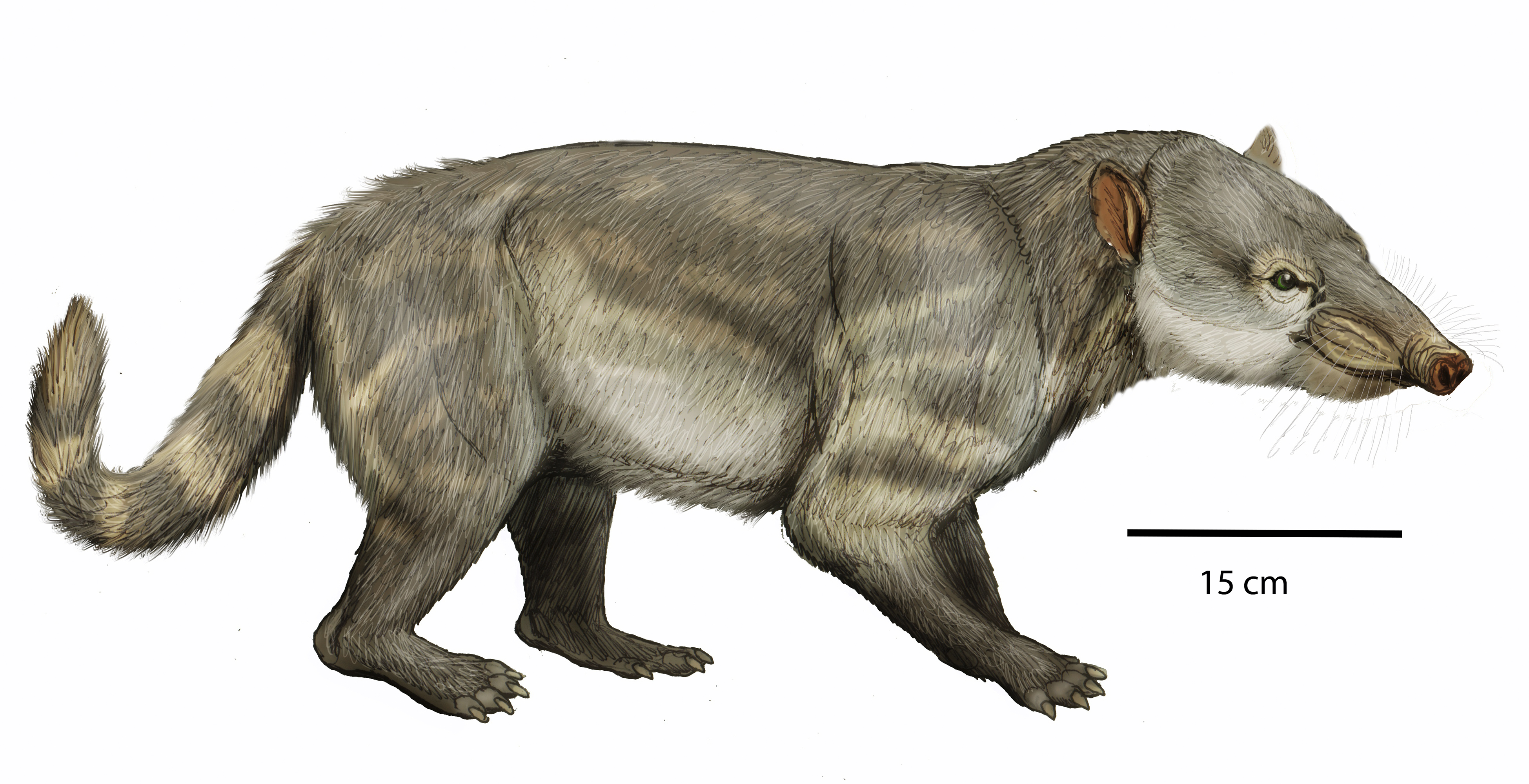
Ricostruzione di Eoconodon coryphaeus

## Paleoecologia
Eoconodon doveva essere uno dei primi mammiferi dalle attitudini spiccatamente carnivore; le dimensioni, benché paragonabili a quelle di un gatto attuale, erano superiori a quelle di molti mammiferi del Paleocene inferiore e quindi lo denotavano come un formidabile predatore.